# Division de Sibi
La division de Sibi (en ourdou : سبی ڈویژن) est une subdivision administrative de la province du Baloutchistan au Pakistan. Elle compte d'environ un million d'habitants en 2017, et sa capitale est Sibi.
Comme l'ensemble des divisions pakistanaises, la subdivision a été abrogée en 2000 avant d'être rétablie en 2008.
La division regroupe les districts suivant :
- district de Sibi
- district de Kohlu
- district de Dera Bugti
- district de Ziarat
- district de Harnai
- district de Lehri